# Земст
Земст (на нидерландски: Zemst) е селище в Централна Белгия, окръг Хале-Вилворде на провинция Фламандски Брабант. Населението му е около 21 300 души (2006).
В Земст се намира замъкът Рубенскастел, където прекарва голяма част от последните си години художникът Петер Паул Рубенс (1577-1640).